# هانك سميث
هانك سميث هو مغني كندي، ولد في 15 سبتمبر 1934 في غارميش-بارتنكيرشن في ألمانيا، وتوفي في 19 أكتوبر 2002 في إدمونتون في كندا.